# Tareg Hamedi
Tareg Hamedi (n. 26 iulie 1998, Jubail⁠(d), Arabia Saudită) este un sportiv ce a reprezentat Arabia Saudită, medaliat olimpic. A participat la o ediție a Jocurilor Olimpice (2020) în care a câștigat o medalie de argint.